# Перес де Олива, Фернан
Ферна́н Пе́рес де Оли́ва (исп. Fernán Pérez de Oliva; 1492?, Кордова — 1530 или 1531, Саламанка) — испанский писатель, гуманист, педагог.
Из дворянской андалусской семьи. Учился в Саламанке, Алкале, Париже и Риме. Преподавал этику в Саламанкском университете и был назначен его ректором. Ввёл в университете преподавание на родном языке вместо латыни. Среди его учеников был Амбросио де Моралес.
Перевёл на испанский язык «Амфитриона» (1525) Плавта, «Электру» (1528) Софокла и «Гекубу» (1528) Еврипида.